# Trichosanthes pedata
Trichosanthes pedata är en gurkväxtart som beskrevs av Elmer Drew Merrill och Chun. Trichosanthes pedata ingår i släktet Trichosanthes och familjen gurkväxter. Inga underarter finns listade i Catalogue of Life.